# Sofosbuvir/velpatasvir
Sofosbuvir/velpatasvir, được bán dưới tên thương hiệu Epclusa, là một loại thuốc kết hợp liều cố định để điều trị viêm gan C.  Nó kết hợp sofosbuvir và velpatasvir. Nó có hiệu quả hơn 90% đối với kiểu gen viêm gan C từ một đến sáu. Nó cũng có tác dụng đối với viêm gan C ở những người cũng bị xơ gan hoặc HIV/AIDS. Nó được uống bằng miệng.
Sự kết hợp nói chung được dung nạp tốt. Các tác dụng phụ thường gặp bao gồm đau đầu, cảm thấy mệt mỏi, khó ngủ và buồn nôn. Nó đã không được nghiên cứu ở phụ nữ mang thai hoặc trong thời gian cho con bú. Cần phải chăm sóc nhiều hơn ở những người cũng bị nhiễm viêm gan B.  Sofosbuvir hoạt động bằng cách ngăn chặn các NS5B protein và các công trình velpatasvir bằng cách ngăn chặn các NS5A protein.
Sofosbuvir/velpatavir đã được chấp thuận cho sử dụng y tế tại Hoa Kỳ vào năm 2016. Nó nằm trong Danh sách các loại thuốc thiết yếu của Tổ chức Y tế Thế giới, loại thuốc hiệu quả và an toàn nhất cần có trong hệ thống y tế. Tính đến năm 2017, tại Hoa Kỳ, một đợt điều trị có giá khoảng 74.800 USD trong khi ở các nước đang phát triển, chi phí khoảng 900 USD.

## Sử dụng trong y tế
Một chế độ thuốc viên duy nhất được sử dụng cho người lớn bị nhiễm virus viêm gan C mạn tính (HCV) kiểu gen 1.

## Lịch sử
Beacon Enterprises, Bangladesh, đã giới thiệu một sản phẩm phiên bản chung dưới tên thương mại là Sofosvel. Beacon đã được sự chấp thuận của Tổng cục Quản lý Dược, Bộ Y tế và Phúc lợi Gia đình, Cộng hòa Nhân dân Bangladesh.
Velpatasvir / sofosbuvir được phát triển bởi công ty dược phẩm Gilead Science và được FDA Hoa Kỳ phê duyệt vào tháng 6 năm 2016. Tại Liên minh châu Âu, nó đã được phê duyệt vào ngày 6 tháng 7 năm 2016 để điều trị nhiễm virus viêm gan C mãn tính ở người lớn.